# René Georges-Etienne
René Georges-Etienne, né le 22 novembre 1909 à Paris et mort le 21 novembre 1985 à Chevilly-Larue, est un avocat et résistant français. Il a été secrétaire général de la Ligue d'action universitaire républicaine et socialiste (LAURS) fondée en 1924 et président d'honneur de la Ligue des droits de l'homme (LDH) après s'y être investi trente ans durant. Il a fait partie de plusieurs cabinets ministériels, dont ceux de Joseph Paul-Boncour et de Pierre Vienot et exercé la fonction d'adjoint de directeur de cabinet d'un secrétariat d'État à l'économie.

## Parcours de son père, personnalité duparti républicain-socialiste
Le père de René, Georges Étienne, apparaît à la tête du parti à partir de 1914. Rapidement, il devient le gardien intransigeant de sa doctrine et de la discipline. Il devient le secrétaire général du second parti républicain-socialiste de 1923 à 1934. Il est d'abord un homme d'appareil, l'aventure électorale s'étant soldée pour lui par des échecs. Ainsi, candidat à Issoudun, lors des élections législatives de 1928, il n'obtient que 395 voix, soit 3,6% des suffrages. 
En mars 1914, il fait scission pour fonder, en compagnie de Maurice Violette, un « parti républicain-socialiste » concurrent. Au lendemain de la Première Guerre mondiale, il participa à la fondation d'un nouveau parti républicain-socialiste dont il fut le secrétaire général. 
Approuvant la participation au Cartel des gauches, il critiqua vivement le soutien des ténors du parti au gouvernement d'union nationale dirigé par Raymond Poincaré (juillet 1926). 
À l'occasion du congrès de Paris (décembre 1927), Georges-Étienne père fit scission pour fonder le « parti socialiste français ».

## Secrétaire général de la LAURS
Membre de la Ligue d'action universitaire républicaine et socialiste, organisation étudiante fondée en mai 1924 pour contrecarrer les menées de l'Action française au Quartier latin et réunissant étudiants socialistes et étudiants proches du parti radical et du parti républicain-socialiste, il en devient le secrétaire général. Au troisième congrès de la Ligue à Nantes en janvier 1929, il gauchit son discours dans un appel aux étudiants de France : « C'est également au nom de l'idée de justice que la Ligue demande à la jeunesse intellectuelle de France de s'associer aux légitimes revendications de la classe ouvrière ». Il est ensuite président des amis de la LAURS.

## Activités à la Ligue des droits de l'homme
En 1934, alors qu'il est président de la section du 5e arrondissement de la Ligue des droits de l'Homme, il se rend en Allemagne avec un groupe d'étudiants de la LAURS. À son retour, il publie un article intitulé Allemagne 1934, où il fait état de ses impressions de voyage. S'il n'approuve pas l'idéologie de la nouvelle Allemagne nazie, en revanche il trouve que sa politique économique mérite d'être examinée plus attentivement. À ses yeux, la vraie liberté, c'est de pouvoir travailler et vivre. Rendant compte de son séjour également dans une communication faite à l'Institut international de la coopération intellectuelle de la Société des Nations, il fait part de son sentiment qu'il est impossible d'établir un pont entre la jeunesse française et la jeunesse allemande en raison des opinions de cette dernière.
Sur sa proposition, la LDH vote en 1936 un complément de la Déclaration des droits de l'homme et du citoyen de 1789. Membre du comité central de la LDH en 1947, vice-président en 1951, il est élu président d'honneur en 1979.

## Avocat et résistant
Avocat auprès de la Cour de Cassation, il s'engage dans la résistance, au sein du réseau du musée de l'Homme. Dénoncé avec tous les membres du groupe de Boris Vildé par un infiltré (Albert Gaveau), il est arrêté le 13 janvier 1941 à son domicile parisien. Il est l'un de ceux qui seront acquittés, faute de preuves écrites,, après treize mois de détention préventive. Croix de guerre 1939-1945, médaillé de la Résistance, officier des Palmes académiques, il est commandeur de la Légion d'honneur.

## Publications
- Complément au Code des comptables de Louis Rachou, 3e édition. Droits et obligations des comptables dans l'exercice de leur profession, par René Georges-Étienne, 1939, 116 pages

- Le nouveau Code de procédure pénale, in Après-demain, No 15, juin 1959